# Lucilia fulges
Lucilia fulges är en tvåvingeart som först beskrevs av Harris 1780.  Lucilia fulges ingår i släktet Lucilia och familjen spyflugor. Inga underarter finns listade i Catalogue of Life.